# Evacuazione di Tallinn

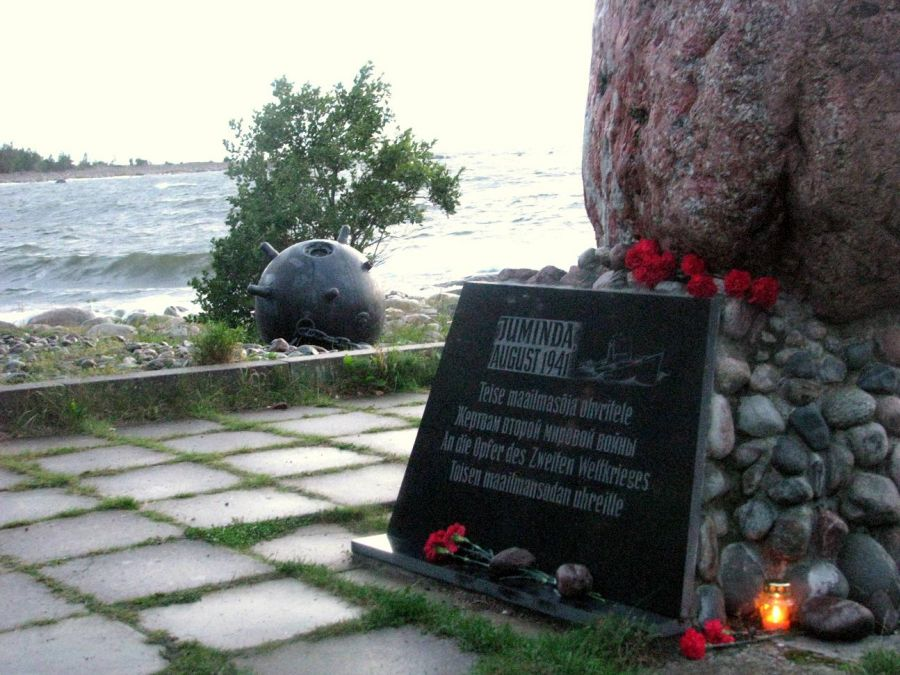
Monumento di Jumida

L'evacuazione di Tallinn, chiamata anche la Dunkerque baltica o il disastro di Tallinn, fu un'operazione sovietica per evacuare parti della Flotta del Baltico e unità dell'Armata Rossa dalla città di Tallinn accerchiata nell'agosto 1941.

## L'imbarco
Dopo l'inizio dell'operazione Barbarossa iniziata il 22 giugno 1941, le forze tedesche avanzarono rapidamente attraverso le repubbliche baltiche occupate dai sovietici, e per la fine di agosto la capitale dell'Estonia, Tallinn, era circondata dalle forze germaniche, mentre una gran parte della flotta sovietica del Baltico era imbottigliata nella rada di Tallinn. In attesa del tentativo sovietico di forzamento del blocco, la Kriegsmarine e la Merivoimat finlandese avevano iniziato dall'8 agosto a posare campi minati dal largo di capo Juminda fino alla costa di Lahemaa. Mentre i dragamine sovietici cercavano di liberare un percorso di sicurezza per i convogli attraverso i campi minati, l'artiglieria costiera tedesca installò una batteria di cannoni da 150mm vicino a Capo Juminda, e la Merivoimat raccolse la sua 2ª flottiglia motosiluranti con le unità VMV9, VMV10, VMV11 e VMV17. Nello stesso tempo la 3. Schnellbootflottille tedesca con le motosiluranti S-26, S-27, S-39, S-40 e S-101 venne concentrata a Suomenlinna al largo di Helsinki. I bombardieri tedeschi Junkers Ju 88 del Kampfgruppe 806 basati sugli aeroporti in Estonia vennero messi in stato di allerta. Il 19 agosto l'assalto finale tedesco a Tallinn iniziò.
Durante la notte tra il 27 e 28 agosto 1941 il 10º Corpo Fucilieri Sovietico si disimpegnò dal nemico e salì a bordo delle navi da trasporto nel porto di Tallinn.
L'imbarco fu protetto da cortine fumogene, comunque il dragaggio delle mine nei giorni precedenti l'evacuazione fu inefficace a causa del cattivo tempo, e non vi erano aerei sovietici disponibili a proteggere l'imbarco. Questo, unito al pesante bombardamento di artiglieria ed aereo tedesco uccise nel porto almeno un migliaio degli uomini in procinto di effettuare l'evacuazione.

## Forche caudine nel Golfo di Finlandia

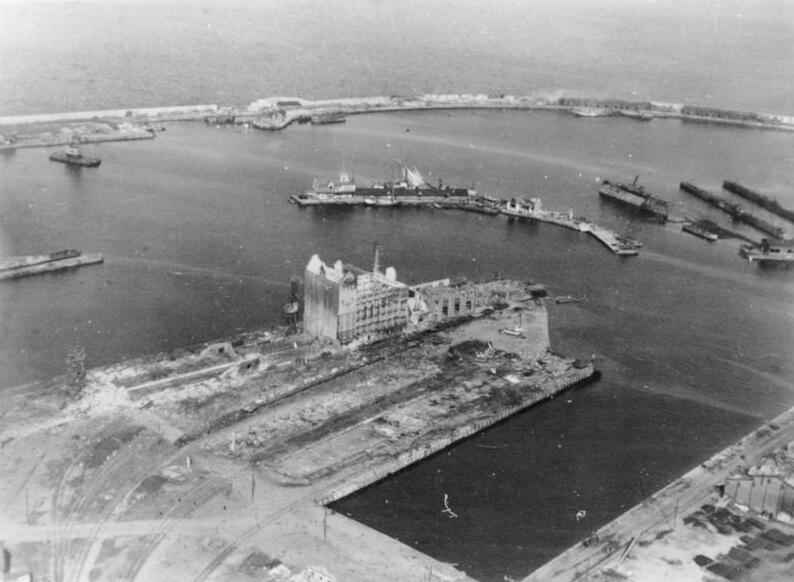
Il porto di Tallinn il 1º settembre 1941 dopo l'occupazione da parte tedesca

Vennero organizzati quattro convogli per complessive 20 navi da trasporto, una cisterna, 8 navi ausiliarie, 9 piccoli trasporti, un rimorchiatore e una nave appoggio, protetti dall'incrociatore sovietico Kirov, con l'ammiraglio Vladimir Tribuc a bordo, due cacciatorpediniere conduttori, 9 cacciatorpediniere, 3 torpediniere, 12 sottomarini, 10 dragamine moderni e 15 obsoleti, 22 cacciamine, 21 cacciasommergibili, 3 cannoniere, un posamine, 13 navi pattuglia e 11 motosiluranti.
La flotta iniziò a muovere alle 2200 del mattino del 27 agosto. Cinque navi vennero affondate il 28 agosto da Junkers Ju 88 tedeschi. Alle 1600 del 28 agosto la prima nave approcciò le acque pesantemente minate di capo Juminda, La prima nave a toccare una mina e ad affondare fu il vapore Ella, e pochi momenti dopo di lei altre navi toccarono delle mine, mentre bombardieri tedeschi e artiglieria costiera finlandese aprivano il fuoco. Nel tentativo di forzare il blocco, la marina sovietica perse 5 cacciatorpediniere, torpediniere, una nave pattuglia, 3 cacciamine, 3 sottomarini, 2 cannoniere, 2 navi da guerra minori e 15 navi da trasporto; un conduttore di flottiglia, 2 cacciatorpediniere, un cacciamine ed un trasporto vennero danneggiati.
Nel tardo pomeriggio la flotta venne attaccata da motosiluranti finniche e tedesche, e la situazione caotica rese impossibile un dragaggio di mine organizzato. L'oscurità cadde alle 2200 e la flotta sovietica si fermò ed ancorò a mezzanotte in quelle acque pesantemente minate.
Alle prime luci del 29 agosto bombardieri Ju 88 attaccarono i resti dei convogli al largo di Suursaari, affondando 2 trasporti. Nel frattempo le navi intatte facevano rotta al massimo della velocità verso la protezione delle batterie di Kronštadt.
La nave Kazakhstan pesantemente danneggiata sbarcò 2300 uomini dei 5000 che aveva a bordo a Steinskär prima di fare rotta verso Kronstadt. Nei giorni seguenti navi operanti da Suursaari recuperarono 12 160 sopravvissuti.
L'intera operazione riuscì ad evacuare da Tallinn 165 navi, 28 000 passeggeri e 66 000 tonnellate di equipaggiamento.

## Parte delle navi affondate
- Rompighiaccio Kristjanis Voldemars
- Sottomarino sovietico S 5 - 28 agosto 1941, Golfo di Finlandia[4]
- Sottomarino sovietico Shch 301 - 28 agosto 1941, al largo di capo Juminda[4]
- Cacciatorpediniere sovietico Yakov Sverdlov - 28 agosto 1941, off Mohni island[4]
- Cacciatorpediniere sovietico Kalinin - 28 agosto 1941, al largo di capo Juminda[4]
- Cacciatorpediniere sovietico Artem - 28 agosto 1941, al largo di capo Juminda[4]
- Cacciatorpediniere sovietico Volodarski - 28 agosto 1941, al largo di capo Juminda[4]
- Cacciatorpediniere sovietico Skoryi - 28 agosto 1941, al largo di capo Juminda[4]
- Pattugliatore Sneg  - 28 agosto 1941, al largo di capo Juminda[4]
- Pattugliatore Tsiklon- 28 agosto 1941, al largo di capo Juminda[4]
- Cannoniera I-8 - 28 agosto 1941, al largo di capo Juminda[4]
- Dragamine No. 71 (Crab) - 28 agosto 1941, al largo di capo Juminda[4]
- Cacciamine No. 42 (Lenvodput-13) - 28 agosto 1941, al largo di capo Juminda[4]
- Dragamine Saturn
- Nave pattuglia MO 202
- Motosilurante TK 103
- 25 grandi mercantili e 9 più piccoli, in buona parte a causa delle mine.